# Platypalpus beijingensis
Platypalpus beijingensis är en tvåvingeart som beskrevs av Yang och Yu 2005. Platypalpus beijingensis ingår i släktet Platypalpus och familjen puckeldansflugor. Inga underarter finns listade i Catalogue of Life.